# Катерина (телесеріал, Росія)
«Катерина» — російський історичний телесеріал про долю німецької принцеси Софії Августи Фредеріки Ангальт-Цербстської зі збіднілої гілки династії прусських королів, про те, як вона стала російською імператрицею Катериною II, а також про її правління Російською імперією. Прем'єра першого 12-серійного сезону відбулася на телеканалі «Росія-1» 24 листопада 2014 року.

## Сюжет

### 1-й сезон. «Катерина»
1744 рік. Імператриця Всеросійська Єлизавета Петрівна бездітна, тому спадкоємцем престолу оголошений її племінник гольштейн-готторпський правитель Карл Петер Ульріх, в Православ'ї — Петро Федорович. Однак, через деякий час імператриця розуміє, що не може довірити імперію Петру.
Єлизавета приймає рішення одружити племінника, а коли у нього народиться син, забрати хлопчика і з онука самій виховати майбутнього імператора. Вона вибирає в дружини племінника принцесу Софію Фредеріку із збіднілої Ангальт-Цербстської гілки династії прусських королів. Юна Софія Фредеріка відправляється з Пруссії в далеку і чужу країну в надії знайти щастя, але стикається тут з інтригами і змовами двору, байдужістю чоловіка і підступним планом імператриці. Софії Фредеріці доводиться змінити віру і прийняти нове ім'я — Катерина Олексіївна.
Проходять роки і у Катерини народжуються діти. Щоб врятувати себе і своїх дітей від смертельної небезпеки, поступово Катерина бере все в свої руки, і їй вдається, пройшовши низку випробувань і зробивши палацовий переворот, зайняти в 1762 році престол Російської імперії.

### 2-й сезон. «Катерина. Зліт»
1768 рік. На шостий рік царювання нової імператриці назріває перша для Катерини війна з Туреччиною. У той же час Катерина шукає спосіб поєднуватися законним шлюбом зі своїм давнім фаворитом Григорієм Орловим і узаконити їх спільного сина Олексія, щоб зробити його спадкоємцем престолу на випадок, якщо законна дитина Катерини Павло Петрович залишиться бездітним.
Однак розв'язна і непередбачувана поведінка Орлова, а також його проблеми з чоловічим здоров'ям, змушують імператрицю відмовитися від думки про шлюб і вислати сина Олексія за кордон, упевнившись, що Павло Петрович зможе завести сім'ю. Позбувшись від Орлова, Катерина заводить нового фаворита, Григорія Потьомкіна, і підшукує в Європі наречену для спадкоємця.
1774 рік. Російсько-турецька війна закінчується перемогою для Росії, яка встановлює свій протекторат над Кримським ханством і отримує вихід до Чорного й Азовського морів.
1776 рік. Катерина вдруге більш вдало одружує Павла Петровича на черговий німецькій принцесі, а сама вінчається з Потьомкіним, який на її честь на півдні імперії засновує місто Катеринослав.
1780 рік. Катерина звільняє з ув'язнення і відпускає в Данію брауншвейгське сімейство.
1782 рік. Катерина відкриває в Санкт-Петербурзі пам'ятник Петру I і відправляє Павла Петровича з дружиною і дітьми в подорож Європою.

### 3-й сезон. «Катерина. Самозванці»
Мідквел попереднього сезону, дія відбувається між 11-ю і 12-ю серіями другого сезону, з 1774 по 1776 роки.
На дворі 1774 рік, правління Катерини опинилося під великою загрозою з чотирьох сторін. Йде війна з Туреччиною, яка може обернутися для Росії або вдалим миром, або нищівною поразкою. Крім того, в Парижі в руках біглих поляків і французьких авантюристів виявляється важливий козир проти Катерини — Єлизавета Тараканова, самозвана дочка Єлизавети Петрівни.
У Росії розгорається селянське повстання під проводом Омеляна Пугачова — ще одного самозванця, який оголосив себе Петром III. Нарешті, небезпека зріє і в палаці: Панін прораховує варіанти передачі влади від Катерини Павлу.

### 4-й сезон. «Катерина. Фаворити»
Дія відбувається в період з 1779 року. До Росії повертається княгиня Дашкова й стає близькою соратницею імператриці Катерини. Григорій Потьомкін, головний фаворит імператриці, залишається вірним їй, попри появу в неї багатьох інших коханців, один з яких, Ланськой, зраджує їй.
Катерина II приймає акт про престолонаступництво, яким відсторонює свого сина Павла від успадкування трону на користь онука Олександра. Однак Павло починає боротися за своє право бути на російському престолі.

## В ролях
| Актор                | Роль                                                               |
| -------------------- | ------------------------------------------------------------------ |
| Марина Александрова  | імператриця Катерина II                                            |
| Павло Табаков        | цесаревич Павло Петрович                                           |
| Сергій Марін         | Григорій Орлов                                                     |
| Володимир Яглич      | Григорій Потьомкін                                                 |
| Сергій Колтаков      | Микита Панін                                                       |
| Артем Алексєєв       | Олексій Орлов                                                      |
| Михайло Горевий      | таємний радник Шешковський                                         |
| Любава Грешнова      | фрейліна Софія Степанівна                                          |
| Ігор Скляр           | особистий секретар імператриці Бецкой                              |
| Марчін Стець         | король Польський Станіслав Август Понятовський                     |
| Олександр Булатов    | Олексій Григорович                                                 |
| Антон Денисенко      | учитель Павла Петровича Семен Порошин                              |
| Марина Митрофанова   | фрейліна Анна Шереметьєва                                          |
| Станіслав Стрєлков   | Адам Васильович Олсуфьев                                           |
| Жорж Девдаріані      | медикус Джордж Роджерсон (Роджерсон Джон Семюель / Димсдейл Томас) |
| Аліна Томник         | Вільгельміна Гессен-Дармштадтская                                  |
| Олена Олькіна        | Амалія Гессен-Дармштадтская                                        |
| Єлизавета Арзамасова | Луїза серпня Гессен-Дармштадтская                                  |
| Олег Зима            | Кирило Розумовський                                                |
| Олександр Ткачов     | Андрій Кирилович Розумовський                                      |
| Родіон Галюченко     | Петро Кирилович Розумовський                                       |
| Стассен Классен      | король Пруссії Фрідріх II                                          |
| Леонід Кулагін       | архієпископ Гавриїл                                                |
| Олександра Урсуляк   | поміщиця Дарина Салтикова «Салтичиха»                              |
| Тетяна Ляліна        | Софія Доротея Вюртемберзькі                                        |
| Сергій Юшкевич       | граф Олексій Михайлович Обресков                                   |
| Андрій Зайков        | Єлагін                                                             |
| Олександр Смирнов    | Теплов                                                             |
| Андрій Гусєв         | Лев Наришкін                                                       |
| Олександр Олешко     | художник Рокотов                                                   |
| Володимир Юматов     | граф Петро Борисович Шереметєв                                     |
| Сергій Ларін         | Микола Іванович Салтиков                                           |
| Андрій Руденський    | герцог Антон Ульріх                                                |
| Анастасія Цібізова   | Катерина Антонівна                                                 |
| Христина Борейко     | Єлизавета Антонівна                                                |
| Олексій Ходкевич     | Олексій Антонович                                                  |
| Максим Кудрявцев     | Петро Антонович                                                    |
| Самвел Мужикян       | султан Мустафа III                                                 |
| Олексій Усольцев     | Іван Кулібін                                                       |
| Саят Абаджян         | посол Османської держави паша Джанер                               |
| Іван Агапов          | медикус Пінкус                                                     |
| Ігор Балалаєв        | Олександр Суворов                                                  |
| Олександр Воробйов   | вихователь Олексія Григоровича Василь Шкурін                       |
| Якуб Сноховський     | Кшиштоф Пжецький                                                   |
| Юрій Маслак          | генерал фон Цітен                                                  |
| Сергій Новосад       | фаворит Ланськой                                                   |

## Знімання
Перший сезон картини під назвою «Катерина» знятий в 2014 році режисерами Олександром Барановим та Рамілем Сабітовим і включає в себе дванадцять серій. Виробниками є кінокомпанії «Амедіа» (засновник — Олександр Акопов) і Production Value. Основна частина зйомок проходила в Чехії.
Другий сезон знімався з 25 квітня по 27 липня 2016 року під назвою «Катерина. Зліт» і оповідає про період правління Катерини II на троні Російської імперії, починаючи з шостого року царювання (з 1768 року), коли від її рішень залежить майбутнє імперії. Другий сезон складається з дванадцяти серій. Його режисером став Дмитро Іосіфов. Фільм зроблений продюсерською компанією COSMOS studio і кінокомпанії «Амедіа» за фінансової підтримки Міністерства культури Російської Федерації.
Третій сезон знімався з вересня 2018 року по лютий 2019 року під назвою «Катерина. Самозванці». Події нової історії розгортаються в період з 1774 по 1776 рік. Сюжет присвячений найскладнішим років правління російської імператриці — періоду повстання Омеляна Пугачова, російсько-турецької війни і претензій на трон самозванки княжни Тараканової. Третій сезон складається з шістнадцяти серій. У кріслі режисера залишився Дмитро Іосіфов.
19 березня 2020 року телесеріал був офіційно продовжено на заключний четвертий сезон. Його прем'єра під назвою «Катерина. Фаворити» відбулася в жовтні 2023 року. Режисером четвертого сезону став Дмитро Петрунь.

## Трансляції
| Країна     | Телеканал                |
| ---------- | ------------------------ |
| Росія      | «Росія-1»                |
| Сербія     | «РТС 1»                  |
| Чорногорія | «Vijesti»                |
| Мексика    | Canal 22 Mexico          |
| Колумбія   | Señal Colombia           |
| Болгарія   | bTV bTV Lady             |
| Монголія   | «Монгол ТВ»              |
| Сербія     | РТРС                     |
| Угорщина   | Izaura TV                |
| КНР        |                          |
| Японія     | Channel Ginga BS Nittere |

## Нагороди та номінації

### Перший сезон
- Російська індустріальна телевізійна премія «ТЕФІ — 2015» в категорії «Вечірній прайм»[12]:
  - перемога в номінації «Телевізійний фільм/серіал»
  - перемога в номінації «Краща акторка телевізійного фільму/серіалу» — Юлія Ауг
- Премія АПКіТ 2015[13]:
  - приз в категорії «Краща актриса другого плану в телефільмі/серіалі» — Юлія Ауг
  - приз в категорії «Краща робота художника по костюмах» — Валентина Каменєва, Москвіна Світлана
  - номінація на приз в категорії «Краща актриса телефільму/серіалу» (Марина Александрова)
  - номінація на приз в категорії «Кращий актор другого плану в телефільмі/серіалі» (Олександр Яценко)
  - номінація на приз в категорії «Краща робота художника-постановника» (Сергій Воробйов, Сергій Онипенко)
  - номінація на приз в категорії «Краща робота художника по гриму» (Марина Дєдова, Ілона Левитська)
- «Золотий орел — 2016»
  - перемога в номінації «Кращий телевізійний серіал (більше 10 серій)»

### Другий сезон
- Фестиваль російських багатосерійних художніх фільмів «Ранок Батьківщини 2018»
  - приз в категорії «Краща музика до фільму» Микола Ростов
  - номінація на приз в категорії «Кращий фільм (Гран-прі)»

### Третій сезон
- Премія АПКіТ 2020
  - приз в категорії «Краща робота художника-постановника» — Сергій Воробйов
  - приз в категорії «Краща робота художника по костюмах» — Москвіна Світлана